# Jeux équestres mondiaux de 2010
Navigation
Édition précédente Édition suivante
Les Jeux équestres mondiaux de 2010 se sont déroulés du 25 septembre au 10 octobre 2010 au Kentucky Horse Park de Lexington dans le Kentucky aux États-Unis. Pour la première fois depuis la création des Jeux équestres mondiaux, l'édition se déroule en dehors de l'Europe. Le dressage para-équestre fait également son entrée comme huitième discipline des jeux. Cinquante-huit nations représentées par 632 athlètes et 752 chevaux prennent part à la compétition. Le Royaume-Uni remporte le plus grand nombre de médailles lors de ces Jeux équestres avec dix-neuf médailles dont neuf en or. L'Allemagne gagne, quant à elle, treize médailles dont six en or et les Pays-Bas neuf médailles, dont six en or.

## Organisation
Pour préparer la tenue des jeux équestres mondiaux à Lexington, d’importants travaux ont été réalisés sur les infrastructures du site. Les fonds gouvernementaux dans le projet représentent quelque 107 millions de dollars avec un coût additionnel de 151 millions de dollars correspondants à des projets prévus antérieurement et qui ont été terminés en avance pour les jeux. Le plus gros centre de coût est la construction de l’arena au sein du Kentucky Horse Park, élément indispensable pour la bonne tenue des jeux.

## Compétitions

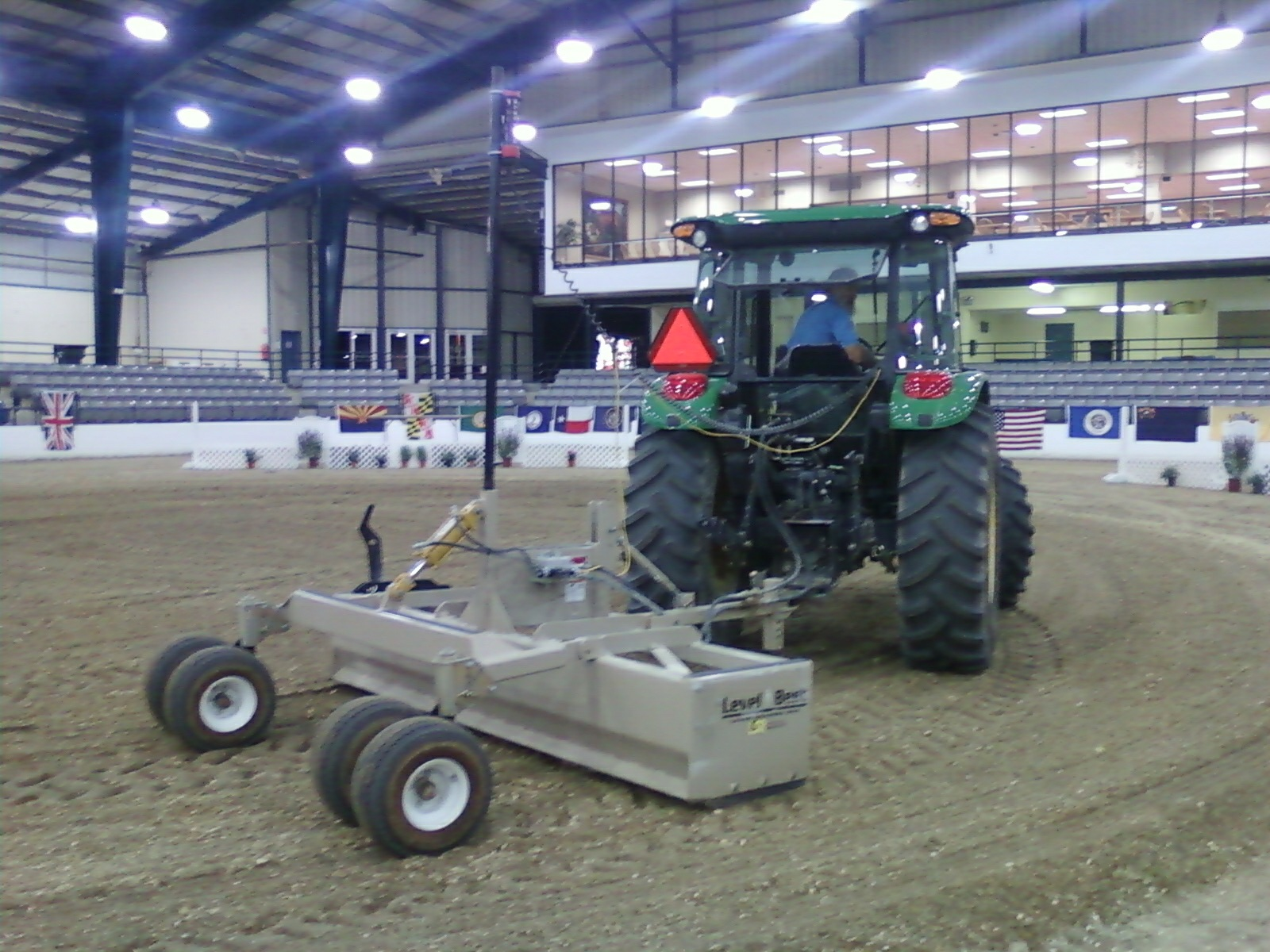
Arena couverte au Kentucky Horse Park ayant accueilli les épreuves de dressage para-équestre.

### Site des compétitions
La 6e édition des jeux équestres mondiaux se tient pour la première fois de son histoire en dehors de l'Europe. L’ensemble des compétitions se sont déroulées sur le  Kentucky Horse Park. Il s’agit d’un des plus grands parcs équestres aux États-Unis.

### Disciplines
Huit disciplines équestres reconnues par la FEI sont représentées lors des jeux équestres mondiaux de 2010 : le saut d’obstacles, le dressage, le complet, l’endurance, la voltige, l’attelage le reining et le dressage para-équestre. Le dressage para-équestre fait son entrée dans les jeux lors de cette 6e édition. Cette ouverture permet à des cavaliers handicapés d’être intégrés avec des cavaliers valides au sein d’une même équipe et de pouvoir participer au plus haut niveau de compétition.

### Calendrier
| O | Cérémonie d'ouverture |  | Épreuves |  | Épreuves et remise de médailles | C | Cérémonie de clôture |

|                        | 25/09  | 26/09  | 27/09 | 28/09  | 29/09      | 30/09    | 01/10    | 02/10 | 03/10 | 04/10  | 05/10  | 06/10         | 07/10  | 08/10         | 09/10            | 10/10       |
| ---------------------- | ------ | ------ | ----- | ------ | ---------- | -------- | -------- | ----- | ----- | ------ | ------ | ------------- | ------ | ------------- | ---------------- | ----------- |
| Cérémonies             | O      |        |       |        |            |          |          |       |       |        |        |               |        |               |                  | C           |
| Attelage               |        |        |       |        |            |          |          |       |       |        |        |               |        |               | marathon         | Maniabilité |
| CCE                    |        |        |       |        |            | Dressage | Dressage | Cross | CSO   |        |        |               |        |               |                  |             |
| Dressage               |        |        | GP    | GP     | GP Spécial |          | RLM      |       |       |        |        |               |        |               |                  |             |
| Dressage para-équestre |        |        |       |        |            |          |          |       |       |        |        |               |        |               |                  |             |
| Endurance              |        | 160 km |       |        |            |          |          |       |       |        |        |               |        |               |                  |             |
| Reining                | équipe | équipe |       | indiv. |            | indiv.   |          |       |       |        |        |               |        |               |                  |             |
| CSO                    |        |        |       |        |            |          |          |       |       | chasse | équipe | équipe        |        | indiv.        | Finale tournante |             |
| Voltige                |        |        |       |        |            |          |          |       |       |        |        | équipe indiv. | indiv. | équipe indiv. | indiv.           | équipe      |

Abréviations : 
- GP : Grand Prix
- RLM : Reprise Libre en Musique
- indiv. : individuel

### Nations participantes
58 nations représentées par 632 athlètes et 752 chevaux ont pris part à la compétition.
| - Allemagne - Antilles néerlandaises - Argentine - Australie - Autriche - Azerbaïdjan - Bahreïn - Belgique - Bermudes - Brésil - Canada - Chili - Chine - Colombie - Costa Rica |  | - Danemark - République dominicaine - Égypte - Équateur - Espagne - États-Unis - Finlande - France - Guatemala - Hongrie - Irlande - Inde - Israël - Italie - Japon |  | - Jordanie - Libye - Luxembourg - Mexique - Namibie - Nouvelle-Zélande - Norvège - Pays-Bas - Pologne - Portugal - Qatar - Tchéquie - Russie - Salvador - Slovaquie |  | - Singapour - Slovénie - Taïwan - Afrique du Sud - Royaume-Uni - Suède - Suisse - Syrie - Turquie - Ukraine - Émirats arabes unis - Uruguay - Venezuela |

## Compteur de médailles par nations
|       | Nation              | Or | Argent | Bronze | Total |
| ----- | ------------------- | -- | ------ | ------ | ----- |
| 1     | Royaume-Uni         | 9  | 7      | 3      | 19    |
| 2     | Allemagne           | 6  | 4      | 3      | 13    |
| 3     | Pays-Bas            | 5  | 3      | 1      | 9     |
| 4     | États-Unis          | 3  | 2      | 4      | 9     |
| 5     | Belgique            | 1  | 2      | 1      | 4     |
| 6     | Émirats arabes unis | 1  | 1      | 1      | 3     |
| 7     | Australie           | 1  | 0      | 2      | 3     |
| 8     | Espagne             | 1  | 0      | 0      | 1     |
| 9     | Danemark            | 0  | 3      | 3      | 6     |
| 10    | France              | 0  | 2      | 1      | 3     |
| 11    | Canada              | 0  | 1      | 2      | 3     |
| 12    | Arabie saoudite     | 0  | 1      | 0      | 1     |
| 13    | Nouvelle-Zélande    | 0  | 0      | 2      | 2     |
| 14    | Autriche            | 0  | 0      | 1      | 1     |
| 14    | Finlande            | 0  | 0      | 1      | 1     |
| 14    | Italie              | 0  | 0      | 1      | 1     |
| 14    | Norvège             | 0  | 0      | 1      | 1     |
| 14    | Suisse              | 0  | 0      | 1      | 1     |
| Total | Total               | 23 | 23     | 23     | 69    |

## Résultats

### Attelage

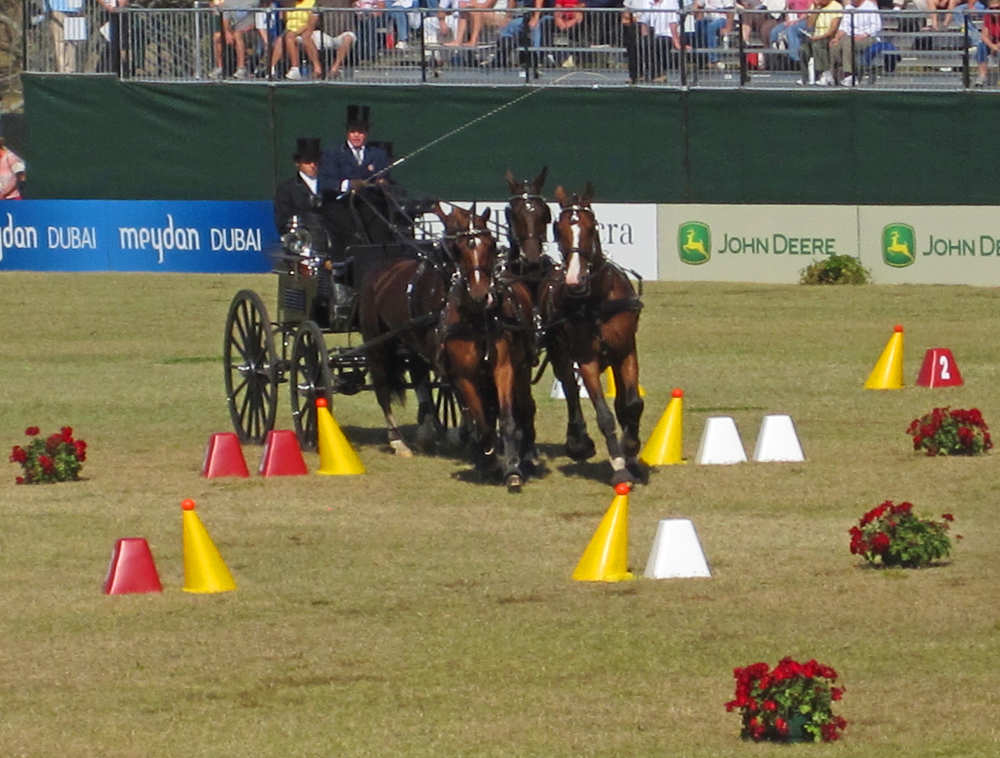
Concurrents durant l'épreuve de maniabilité de l'attelage.

L’attelage se compose de trois épreuves : le dressage, le marathon et la maniabilité.
L’épreuve de dressage ouvre la compétition. Boyd Exell prend la tête du classement avec une pénalité record de 30.08 points. L'américain Chester Weber est second au classement provisoire suivi du néerlandais IJsbrand Chardon.
Le marathon s’est déroulé dans le Kentucky Horse Park avec un parcours de 16 km et de huit obstacles à franchir comme des obstacles d’eau ou des obstacles à options. Une attention toute particulière est portée à la sécurité des concurrents et des chevaux, avec notamment la présence d’angles arrondis. L’épreuve s’avère mouvementée avec la découverte du sabotage de la voiture d’IJsbrand Chardon, troisième au classement provisoire, rendant sa participation à l’épreuve impossible. La possibilité de partir en dernier pour effectuer les réparations nécessaires lui est accordée par le jury. Les réparations s’avèrent cependant trop importantes et le concurrent prend le départ avec des freins non réparés. Le parcours se déroule néanmoins très bien, IJsbrand Chardon gagnant l’épreuve. Au terme de cette deuxième épreuve, le classement provisoire se compose de Boyd Excell toujours en tête, suivi de l'américain Tucker Johnson et enfin d’IJsbrand Chardon.
Au terme de l’épreuve de maniabilité Boyd Excell devient champion du monde en étant resté en tête sur l’ensemble de la compétition. IJsbrand Chardon prend la médaille d’argent notamment en raison d’un faute sur la maniabilité. Le bronze revient à Tucker Johnson. Au niveau du classement par équipe, la médaille d’or est pour les Pays-Bas. Les États-Unis sont seconds et l’Allemagne troisième.
| Classement | Meneur           | Chevaux                              | Pays       | Points Dressage | Points Marathon | Points maniabilité | Total Points |
| ---------- | ---------------- | ------------------------------------ | ---------- | --------------- | --------------- | ------------------ | ------------ |
|            | Boyd Exell       | Capone II/Winston/Rambo 395          | Australie  | 30.08           | 100.44          | 3.52               | 134.04       |
|            | Ijsbrand Chardon | Whooper/Isovlas Tango/Tomasson D     | Pays-Bas   | 35.97           | 96.27           | 3.00               | 135.24       |
|            | Tucker Johnson   | Anastasia 127/Dexter 154/Spitfire 17 | États-Unis | 40.19           | 106.87          | 3.00               | 150.06       |

| Classement | Meneurs                                            | Pays       | Total Points |
| ---------- | -------------------------------------------------- | ---------- | ------------ |
|            | Ijsbrand Chardon Theo Timmerman Koos de Ronde      | Pays-Bas   | 279.77       |
|            | Chester Weber Tucker Johnson James Fairclough      | États-Unis | 300.92       |
|            | Christoph Sandmann Georg von Stein Ludwig Weinmayr | Allemagne  | 322.20       |

### Concours complet d'équitation
La discipline est composée de trois épreuves : le dressage, le cross et le saut d’obstacles. 
Le premier jour, l’épreuve de dressage voit 38 concurrents s’affronter. Au terme de cette journée, la tête du classement provisoire est tenue par l’allemande Simone Deitermann, suivie d’Ingrid Klimke et de William Fox-Pitt.
Le parcours de cross du deuxième jour s’avère technique et massif. Fatigant pour les chevaux car dotés de nombreux faux plats, il est néanmoins réalisable niveau temps puisque quinze couples réalisent le chronomètre, certains même ayant subi un refus. Au terme de cette épreuve le Royaume-Uni s’installe en tête du classement provisoire. Le Canada prend la seconde place.
La dernière épreuve, celle de saut d’obstacles, conforte les résultats du cross de la veille. Le Royaume-Uni remporte la médaille d’or, suivi du Canada et de la Nouvelle-Zélande. En individuel, Michaël Jung remporte l’or. L’argent est pour William Fox-Pitt et le bronze pour Andrew Nicholson,.
| Classement | Cavalier         | Cheval                  | Pays             | Points Dressage | Points Cross | Points Obstacles | Total Points |
| ---------- | ---------------- | ----------------------- | ---------------- | --------------- | ------------ | ---------------- | ------------ |
|            | Michael Jung     | La Biosthetique-Sam FBW | Allemagne        | 33.00           | 0.00         | 0.00             | 33.00        |
|            | William Fox-Pitt | Cool Mountain           | Royaume-Uni      | 42.00           | 0.00         | 0.00             | 42.00        |
|            | Andrew Nicholson | Nereo                   | Nouvelle-Zélande | 43.50           | 0.00         | 0.00             | 43.50        |

| Classement | Cavaliers                                                              | Chevaux                                                       | Pays             | Total Points |
| ---------- | ---------------------------------------------------------------------- | ------------------------------------------------------------- | ---------------- | ------------ |
|            | William Fox-Pitt Mary King Nicola Wilson Kristina Cook                 | Cool Mountain Imperial Cavalier Opposition Buzz Miners Frolic | Royaume-Uni      | 139.40       |
|            | Stephanie Rhodes-Bosch Selena O'Hanlon Hawley Bennett-Awad Kyle Carter | Port Authority Colombo Gin & Juice Madison Park               | Canada           | 151.50       |
|            | Andrew Nicholson Mark Todd Caroline Powell Clarke Johnstone            | Nereo Grass Valley Mac MacDonald Orient Express               | Nouvelle-Zélande | 154.80       |

### Dressage

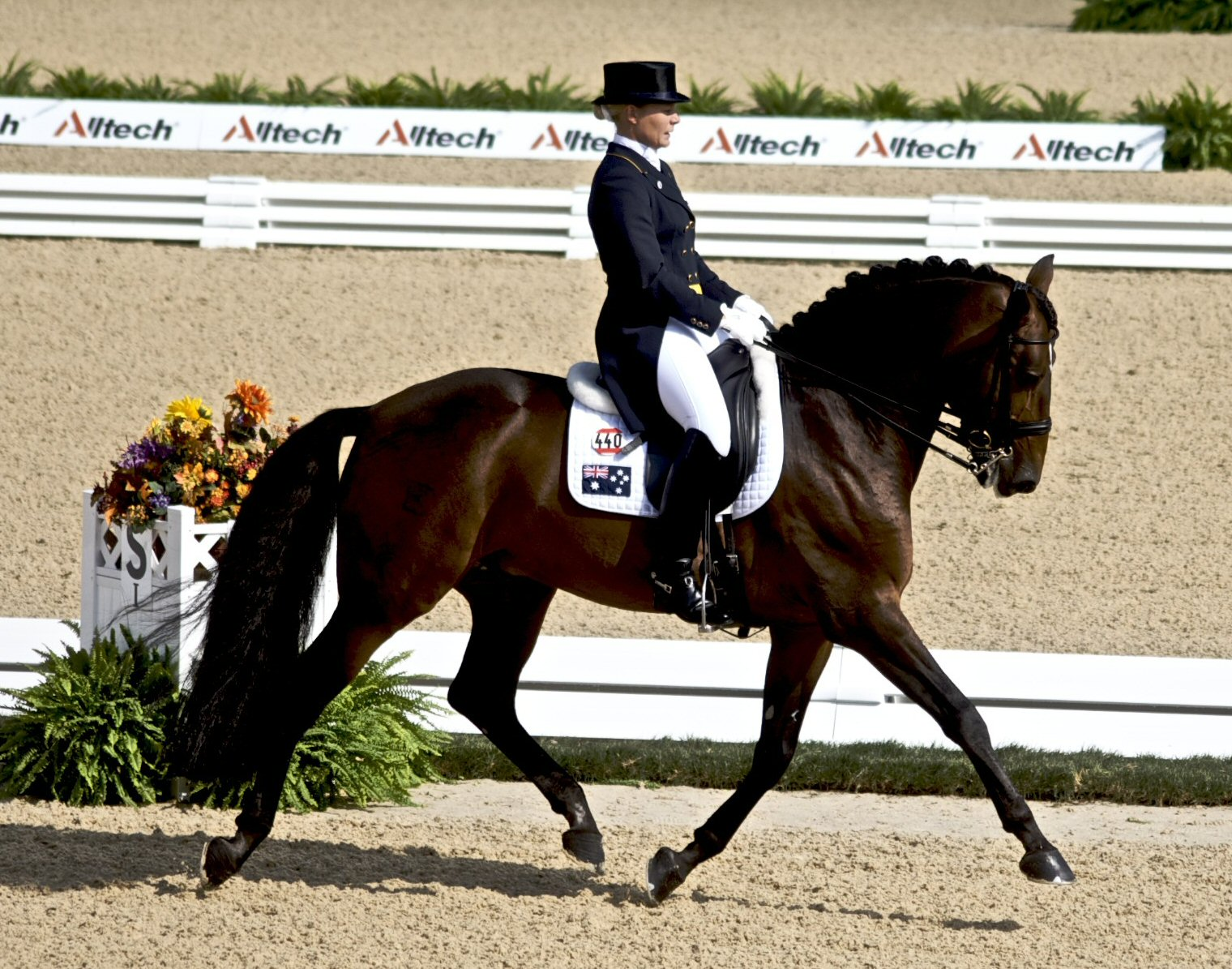
Hayley Beresford (Australie) sur Relampago do Retiro durant les qualifications.

Le dressage par équipe est remporté par les Pays-Bas, et ce malgré l'élimination d’Adelinde Cornelissen arrêtée dès la cinquième figure de la reprise par suite de la présence de salive teintée de sang ; le cheval s’étant mordu la langue. La Grande Bretagne crée la surprise en s’octroyant la médaille d’argent notamment grâce à la performance de Laura Bechtolsheimer qui réalise un excellent score. La médaille de bronze est remportée par l’Allemagne.
Le Grand Prix Spécial est remporté sans surprise par le néerlandais Edward Gal et son étalon noir Totilas, mais avec un score un peu inférieur à ceux qu’il a pu réaliser au cours de la saison. Continuant sur ses bonnes performances par équipe, l’anglaise Laura Bechtolsheimer gagne la médaille d’argent, et l’américain Steffen Peters repart avec la médaille de bronze. C’est la première fois qu’un américain remporte une médaille individuelle en dressage aux championnats du monde.
La reprise libre en musique est remportée facilement par Edward Gal. La médaille d’argent est octroyée à Laura Bechtolsheimer et la médaille de bronze à Steffen Peters qui remporte ainsi sa deuxième médaille de bronze des jeux.
Les épreuves de dressage de cette édition 2010 ont été marqués par le triplé historique d’Edward Gal qui remporte une médaille d’or pour chacune des trois épreuves : équipe, grand prix spécial et reprise libre en musique. L’anglaise Laura Bechtolsheimer remporte, elle, un triplé de médailles d’argent.
| Classement | Cavalier             | Cheval            | Pays        | Note Finale |
| ---------- | -------------------- | ----------------- | ----------- | ----------- |
|            | Edward Gal           | Moorlands Totilas | Pays-Bas    | 91.800      |
|            | Laura Bechtolsheimer | Mistral Hojris    | Royaume-Uni | 85.350      |
|            | Steffen Peters       | Ravel             | États-Unis  | 84.900      |

| Classement | Cavalier             | Cheval            | Pays        | Note Finale |
| ---------- | -------------------- | ----------------- | ----------- | ----------- |
|            | Edward Gal           | Moorlands Totilas | Pays-Bas    | 85.708      |
|            | Laura Bechtolsheimer | Mistral Hojris    | Royaume-Uni | 81.708      |
|            | Steffen Peters       | Ravel             | États-Unis  | 78.542      |

| Classement | Cavaliers                                                                      | Chevaux                                                                | Pays        | Note Totale |
| ---------- | ------------------------------------------------------------------------------ | ---------------------------------------------------------------------- | ----------- | ----------- |
|            | Edward Gal Imke Schellekens-Bartels Hans Peter Minderhoud Adelinde Cornelissen | Moorlands Totilas Hunter Douglas Sunrise Exquis Nadine Jerich Parzival | Pays-Bas    | 229.745     |
|            | Laura Bechtolsheimer Carl Hester Fiona Bigwood Maria Eilberg                   | Mistral Hojris Liebling II Wie-Atlantico De Ymas Two Sox               | Royaume-Uni | 224.767     |
|            | Isabell Werth Christoph Koschel Matthias Alexander Rath Anabel Balkenhol       | Warum Nicht FRH Donperignon Sterntaler-Unicef Dablino                  | Allemagne   | 220.595     |

### Dressage para-équestre
Pour cette première compétition de dressage para-équestre, la Grande-Bretagne remporte la médaille d’or par équipes avec un podium entièrement britannique en Grade 1A en individuel et une première et deuxième place en Grade 1B. L’Allemagne est deuxième et le Danemark troisième.
| Classement | Cavalier            | Cheval              | Pays        | Note Finale |
| ---------- | ------------------- | ------------------- | ----------- | ----------- |
|            | Emma Sheardown      | Purdy's Dream       | Royaume-Uni | 78.550      |
|            | Sophie Christiansen | Rivaldo of Berkeley | Royaume-Uni | 77.850      |
|            | Anne Dunham         | Teddy               | Royaume-Uni | 74.800      |

| Classement | Cavalier              | Cheval           | Pays        | Note Finale |
| ---------- | --------------------- | ---------------- | ----------- | ----------- |
|            | Lee Pearson           | Gentleman        | Royaume-Uni | 82.500      |
|            | Stinna Tange Kaastrup | Labbenhus Snoevs | Danemark    | 77.000      |
|            | Katja Karjalainen     | Rosie            | Finlande    | 72.850      |

| Classement | Cavalier         | Cheval       | Pays        | Note Finale |
| ---------- | ---------------- | ------------ | ----------- | ----------- |
|            | Angelika Trabert | Ariva-Avanti | Allemagne   | 75.900      |
|            | Gert Bolmer      | Triumph      | Pays-Bas    | 75.850      |
|            | Jo Pitt          | Estralita    | Royaume-Uni | 74.950      |

| Classement | Cavalier             | Cheval             | Pays      | Note Finale |
| ---------- | -------------------- | ------------------ | --------- | ----------- |
|            | Hannelore Brenner    | Women of the World | Allemagne | 79.200      |
|            | Annika Lykke Dalskov | Preussen Wind      | Danemark  | 75.400      |
|            | Sharon Jarvis        | Applewood Odorado  | Australie | 74.700      |

| Classement | Cavalier       | Cheval      | Pays        | Note Finale |
| ---------- | -------------- | ----------- | ----------- | ----------- |
|            | Sophie Wells   | Pinocchio   | Royaume-Uni | 78.500      |
|            | Michele George | FBW Rainman | Belgique    | 78.050      |
|            | Frank Hosmar   | Tiesto      | Pays-Bas    | 77.250      |

| Classement | Cavalier            | Cheval              | Pays        | Note Finale |
| ---------- | ------------------- | ------------------- | ----------- | ----------- |
|            | Sophie Christiansen | Rivaldo of Berkeley | Royaume-Uni | 76.100      |
|            | Anne Dunham         | Teddy               | Royaume-Uni | 73.200      |
|            | Emma Sheardown      | Purdy's Dream       | Royaume-Uni | 71.900      |

| Classement | Cavalier          | Cheval        | Pays        | Note Finale |
| ---------- | ----------------- | ------------- | ----------- | ----------- |
|            | Lee Pearson       | Gentleman     | Royaume-Uni | 76.435      |
|            | Ricky Balshaw     | Academy Award | Royaume-Uni | 72.870      |
|            | Jens Lasse Dokkan | Lacour        | Norvège     | 70.174      |

| Classement | Cavalier                 | Cheval               | Pays      | Note Finale |
| ---------- | ------------------------ | -------------------- | --------- | ----------- |
|            | Petra van de Sande       | Toscane              | Pays-Bas  | 69.238      |
|            | Britta Näpel             | Aquilina 3           | Allemagne | 67.905      |
|            | Caroline Cecilie Nielsen | Rostorn's Hatim-Tinn | Danemark  | 67.238      |

| Classement | Cavalier             | Cheval             | Pays      | Note Finale |
| ---------- | -------------------- | ------------------ | --------- | ----------- |
|            | Hannelore Brenner    | Women of the World | Allemagne | 72.400      |
|            | Annika Lykke Dalskov | Preussen Wind      | Danemark  | 71.067      |
|            | Sharon Jarvis        | Applewood Odorado  | Australie | 68.867      |

| Classement | Cavalier              | Cheval       | Pays        | Note Finale |
| ---------- | --------------------- | ------------ | ----------- | ----------- |
|            | Sophie Wells          | Pinocchio    | Royaume-Uni | 71.677      |
|            | Frank Hosmar          | Tiesto       | Pays-Bas    | 70.129      |
|            | Henrik Weber Sibbesen | Rexton Royal | Danemark    | 69.419      |

| Classement | Cavaliers                                                                                 | Chevaux                                                          | Pays        | Note Totale |
| ---------- | ----------------------------------------------------------------------------------------- | ---------------------------------------------------------------- | ----------- | ----------- |
|            | Sophie Christiansen Anne Dunham Lee Pearson Jo Pitt                                       | Rivaldo of Berkeley Teddy Gentlemann Estralita                   | Royaume-Uni | 440.376     |
|            | Hannelore Brenner Britta Näpel Juliane Theuring Angelika Trabert                          | Women of the World Aquilina 3 Empaque IV Ariva-Avanti            | Allemagne   | 420.337     |
|            | Annika Lykke Dalskov Stinna Tange Kaastrup Caroline Cecilie Nielsen Henrik Weber Sibbesen | Preussen Wind Labbenhus Snoevs Rostorn's Hatim-Tinn Rexton Royal | Danemark    | 418.389     |

### Endurance
L’épreuve de 160 km s’est déroulée sur un parcours verdoyant traversant les plus grands haras du Kentucky.  Le terrain s’avère très sec avec de nombreux faux-plats ce qui est très fatigant pour les chevaux. Néanmoins le parcours étant essentiellement sur herbe, un rythme très soutenu a pu être réalisé par les concurrents sur l’ensemble de la course. Débutée au petit matin, elle se déroule sur plus de sept heures, entrecoupée des contrôles vétérinaires réglementaires. La course est remportée par l’espagnole Maria Mercedes Alvarez Ponton, devant le Cheikh Mohammad Ben Rached Al-Maktoum et le prince héritier Hamdan Mohammad. Dans le classement par équipe, la médaille d’or est remportée par les Émirats arabes unis, devant l’argent de l’équipe de France qui bénéficie de la très bonne 4e place de Jean-Philippe Frances, et l’Allemagne qui remporte la médaille de bronze. 
| Classement | Cavalier                       | Cheval        | Pays                | Temps           | Vitesse moyenne |
| ---------- | ------------------------------ | ------------- | ------------------- | --------------- | --------------- |
|            | Maria Mercedes Alvarez Ponton  | Nobby         | Espagne             | 7 h 35 min 44 s | 21,07 km/h      |
|            | Mohammad Ben Rached Al Maktoum | Ciel Oriental | Émirats arabes unis | 7 h 36 min 39 s | 21,02 km/h      |
|            | Ramdan Mohammad Al Maktoum     | SAS Alexis    | Émirats arabes unis | 7 h 36 min 56 s | 21,01 km/h      |

| Classement | Cavaliers                                                                  | Chevaux                                          | Pays                | Temps Total      |
| ---------- | -------------------------------------------------------------------------- | ------------------------------------------------ | ------------------- | ---------------- |
|            | Ramdan Mohammad Al Maktoum Majid Mohd Al Maktoum Rashid Dalmook Al Maktoum | SAS Alexis Kangoo D'Aurabelle Rukban Dikruhu Mmn | Émirats arabes unis | 23 h 53 min 36 s |
|            | Sarah Chakil Virginie Atger Cécile Miletto Mosti                           | Sakalia Azim du Florival Easy Fontnoire          | France              | 24 h 49 min 46 s |
|            | Gabriela Dr. Forster Sabrina Arnold Belinda Hitzler                        | Priceless Gold Beau ox Shagar                    | Allemagne           | 25 h 34 min 16 s |

### Reining
La compétition se déroule en deux manches. À la fin de la première journée, l’Italie est en tête notamment grâce à la bonne prestation de S. Massignan, suivi des États-Unis. En individuel, c’est le canadien Duane Latimer qui mène la compétition à l’issue de la première journée. Les américains remontent dans le classement dans la seconde partie de la compétition : les États-Unis remportent la médaille d’or par équipe et les deux premières marches du podium individuel sont pour Tom McCutcheon et Craig Schmersal,.
| Classement | Cavalier        | Cheval               | Pays       | Total Points |
| ---------- | --------------- | -------------------- | ---------- | ------------ |
|            | Tom McCutcheon  | Gunners Special Nite | États-Unis | 228.00       |
|            | Craig Schmersal | Mister Montana Nic   | États-Unis | 223.00       |
|            | Duane Latimer   | Dun Playin Tag       | Canada     | 222.50       |

| Classement | Cavaliers                                                        | Chevaux                                                                    | Pays       | Total Points |
| ---------- | ---------------------------------------------------------------- | -------------------------------------------------------------------------- | ---------- | ------------ |
|            | Shawn Flarida Tom McCutcheon Craig Schmersal Tim McQuay          | RC Fancy Step Gunners Special Nite Mister Montana Nic Hollywoodstinseltown | États-Unis | 674,5 pts    |
|            | Bernard Fonck Ann Poels Cira Baeck Jan Boogaerts                 | BA Reckless Chick Whizdom Shines Peek A Boom Gumpy Grumpy BB               | Belgique   | 659          |
|            | Stefano Massignan Dario Carmignani Nicola Brunelli Marco Ricotta | Yellow Jersey Red Chic Peppy Spat a Blue Smart And Shiney                  | Italie     | 655,5        |

### Saut d'obstacles

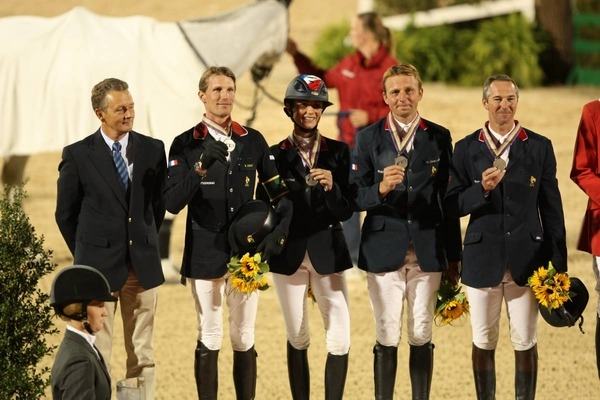
L'équipe de France sur la deuxième marche du podium.

Le saut d’obstacles se compose de plusieurs épreuves qualificatives pour le classement individuel et par équipe.
La première épreuve de la compétition est une épreuve de vitesse, appelée « chasse ». L’ensemble des fautes est traduit en temps. Au départ, 121 partants, et seulement six équipes. Le parcours est jugé technique mais sans hauteur, ce qui ne permet que quinze sans faute sur l’ensemble des concurrents. En fin de journée, les États-Unis prennent la tête de l’épreuve, suivis par l’Allemagne et par la France. 
Lors du deuxième jour, la France recule dans le classement passant à la 5e place provisoire, dépassée par le Brésil et le Canada. 
La manche finale par équipe regroupe les dix meilleures équipes encore en compétition. Le classement final par équipe est constitué de l’Allemagne qui remporte l’or, la France l’argent et la Belgique le bronze. Aucun des cavaliers allemands de l’équipe n’avaient auparavant obtenu le titre mondial, que ce soit en individuel.
La finale tournante regroupe les 4 meilleurs cavaliers et chevaux de la compétition. Chaque cavalier monte tour à tour les quatre chevaux sur un parcours. En cas d'égalité du nombre de point un barrage avec chronomètre est organisé pour déterminer le vainqueur. 
Cette finale a vu s’affronter Eric Lamaze, Rodrigo Pessoa, Abdullah Al Sharbatly et Philippe Lejeune. Le cavalier belge Philippe Lejeune gagne la compétition en effectuant les quatre parcours sans faute. La médaille d’argent est remportée par le saoudien Abdullah Al Sharbatly qui totalise huit points avec son propre cheval. Eric Lamaze remporte le bronze avec un total de neuf points. Et enfin Rodrigo Pessoa reste au pied du podium en totalisant douze points.
| Classement | Cavalier              | Pays            | cheval 1            | cheval 2            | cheval 3            | cheval 4            | Total points |
| ---------- | --------------------- | --------------- | ------------------- | ------------------- | ------------------- | ------------------- | ------------ |
|            | Philippe Lejeune      | Belgique        | Vigo d'Arsouilles   | HH Rebozo           | Seldana di Campalto | Hickstead           | 0            |
|            | Abdullah Al Sharbatly | Arabie saoudite | Seldana di Campalto | Hickstead           | Vigo d'Arsouilles   | HH Rebozo           | 8            |
|            | Eric Lamaze           | Canada          | Hickstead           | Vigo d'Arsouilles   | HH Rebozo           | Seldana di Campalto | 9            |
| 4e         | Rodrigo Pessoa        | Brésil          | HH Rebozo           | Seldana di Campalto | Hickstead           | Vigo d'Arsouilles   | 12           |

| Classement | Cavaliers                                                                          | Chevaux                                                           | Pays      | Total Points |
| ---------- | ---------------------------------------------------------------------------------- | ----------------------------------------------------------------- | --------- | ------------ |
|            | Janne Friederike Meyer Carsten-Otto Nagel Meredith Michaels-Beerbaum Marcus Ehning | Cellagon Lambrasco Corradina 2 Checkmate 4 Plot Blue              | Allemagne | 17,80        |
|            | Pénélope Leprevost Patrice Delaveau Olivier Guillon Kevin Staut                    | Mylord Carthago*HN Katchina Mail Lord de Theizé Silvana de Hus    | France    | 24,32        |
|            | Dirk Demeersman Judy-Ann Melchior Philippe Lejeune Jos Lansink                     | Bufero vh Panishof Cha Cha Z Vigo d'Arsouilles Valentina vt Heike | Belgique  | 24,70        |

### Voltige
Chez les hommes, la médaille d’or est remportée par le suisse Patrick Looser, suivi de l’allemand Kai Vorberg et du français Nicolas Andéani . La compétition s’est avérée très serrée puisque seulement 0.046 points séparent la médaille d’or de la médaille de bronze
Pour les femmes, c’est la britannique Joanne Eccles qui remporte la médaille d’or. La médaille d’argent revient à l’allemande Antje Hill.
| Classement | Voltigeur        | Longeur              | Cheval                              | Pays      | Note Finale |
| ---------- | ---------------- | -------------------- | ----------------------------------- | --------- | ----------- |
|            | Patric Looser    | Alexandra Knauf      | Record RS von der Wintermühle       | Suisse    | 8.498       |
|            | Kai Vorberg      | Kirsten Graf         | Sir Bernhard RS von der Wintermühle | Allemagne | 8.463       |
|            | Nicolas Andréani | Marina Joosten Dupon | Idefix de Braize                    | France    | 8.452       |

| Classement | Voltigeuse     | Longeur         | Cheval      | Pays        | Note Finale |
| ---------- | -------------- | --------------- | ----------- | ----------- | ----------- |
|            | Joanne Eccles  | John Eccles     | W H Bentley | Royaume-Uni | 8.413       |
|            | Antje Hill     | Irina Lenkeit   | Airbus      | Allemagne   | 8.322       |
|            | Simone Wiegele | Jessica Schmitz | Arkansas    | Allemagne   | 8.281       |

| Classement | Longeur         | Cheval   | Pays       | Note Finale |
| ---------- | --------------- | -------- | ---------- | ----------- |
|            | Carolyn Bland   | Palatine | États-Unis | 8.029       |
|            | Alexander Hartl | Adlon    | Allemagne  | 8.010       |
|            | Klaus Haidacher | Elliot 8 | Autriche   | 7.990       |

## Impact
La tenue de jeux équestres à Lexington a renforcé la position de la ville dans son souhait d’être la « capitale mondiale du cheval ». Selon une étude demandée par le Kentucky State Tourism, Arts, & Heritage Cabinet, le bilan des jeux montre un impact économique de près de 202 millions de dollars sur l’ensemble de la région,. Celui-ci se compose d’éléments directs comme la vente des tickets ou des différents produits vendus sur le site mais également d’éléments plus indirects comme le remplissage des hôtels et la consommation dans les magasins de la région.